# Adam (Sveto pismo)
Adam (hebrejsko אָדָם, latinizirano: Adam, tiberijsko: Āḏām; Old Aramaic ܐܕܡ arabsko آدَم, latinizirano: Ādam; starogrško Ἀδάμ, latinizirano: Adám; latinsko Adam) je lik iz 1. Mojzesove knjige Geneza v hebrejski Bibliji ter v Koranu in krščanskem verovanju. Glede na mit o stvarjenju abrahamskih religij je bil prvi človek. Tako v Genezi kot v Koranu sta bila Adam in njegova žena izgnana iz rajskega vrta, ker sta jedla sad drevesa spoznanja dobrega in zla.
Različne oblike kreacionizma in svetopisemska dobesedna interpretacija menijo, da je Adam zgodovinska oseba. Znanstveni dokazi ne podpirajo ideje, da celotna človeška populacija izhaja iz enega samega človeka.
Beseda adam se v Bibliji uporablja tudi kot zaimek, posamično kot 'človek' in v skupnem pomenu kot 'človeštvo'. Svetopisemski Adam (človek, človeštvo) je ustvarjen iz adamah ('zemlje'), v 1. Mojzesovi knjigi 1 Mz 1–8 pa se precej igra vez med njima, saj se je Adam s svojo neposlušnostjo oddaljil od zemlje. 

## Izvor
Večina mnenj med učenjaki je, da knjiga Geneze izvira iz perzijskega obdobja (5. in 4. stoletje pr. n. št.) , vendar odsotnost vseh ostalih likov in dogodkov, omenjenih v 1. poglavju, od ostale hebrejske Biblije, poglavje 1-11 1. Mojzesove knjige (Adam se pojavlja le v poglavjih 1–5, z izjemo omembe na začetku Kronik, kjer je, tako kot v 1. Mojzesovi knjigi, vodja seznama izraelskih prednikov) imela precejšnjo manjšino, do zaključka, da je 1. Mojzesova knjiga 1–11 (1 Mz 1–11) nastala mnogo kasneje, verjetno v 3. stoletju pred našim štetjem.

## Uporaba

### Človeštvo - človek - moški posameznik
Biblija uporablja besedo אָדָם (adam) v vseh njenih čutih: skupaj ('človeštvo', 1 Mz 1,27), posamezno ('moški', 1 Mz 2,7), nespecifičen spol ('moški in ženska'), 1 Mz 5,1-2) in moški (1 Mz 2,23-24). V 1 Mz 1,27 se adam uporablja v kolektivnem pomenu, medsebojno delovanje med posameznikom Adam in kolektivnim človeštvom pa je glavna literarna sestavina dogodkov v rajskem vrtu, dvoumni pomeni skozi moralne, spolne in duhovne izraze pripovedi, ki odražajo zapletenost človeškega stanja. 1 Mz 2,7 je prvi verz, kjer 'Adam' prevzame občutek posameznika (prvega človeka), kontekst spola pa ni; razlikovanje po spolu z izrazom adam je nato ponovljeno v 1 Mz 5,1-2 z opredelitvijo 'moškega in ženskega spola'.

### Povezava z zemljo
Ponavljajoči se literarni motiv je vez med Adamom in zemljo (adamah): Bog ustvari Adama tako, da ga oblikuje iz gline v zadnjih fazah pripovedi o stvarjenju. Po izgubi nedolžnosti Bog preklinja Adama in zemljo kot kazen za njegovo neposlušnost. Adam in človeštvo sta prekleta, da umreta in se vrneta na zemljo (ali tla), iz katere je bil ustvarjen. Ta 'zemeljski' vidik je sestavni del Adamove identitete in Adamovo prekletstvo odtujenosti od zemlje opisuje razdeljeno naravo človeštva, da je zemeljsko, a ločeno od narave. Bog sam, ki je z vsako barvo (rdečo, črno, belo in zeleno) vzel prah z vseh štirih koncev zemlje, nato z njo ustvaril Adama, kjer je Adamova duša Božja podoba.

## V Hebrejski Bibliji
Main article: Genesis creation narrative
1. Mojzesova pripoveduje o Božjem stvarjenju sveta in njegovih bitij s človeštvom kot zadnjim svojim bitjem: »Ustvaril ju je moškega in žensko, ju blagoslovil in ju imenoval človeka, na dan, ko ju je ustvaril. ...« (1 Mz 5,2). Bog blagoslovi človeštvo in reče: »Naredimo človeka po svoji podobi, kot svojo podobnost! Gospoduje naj ribam morja in pticam neba, živini in vsej zemlji ter vsej laznini, ki se plazi po zemlji!« Bog je ustvaril človeka po svoji podobi, po Božji podobi ga je ustvaril, moškega in žensko je ustvaril. "(1 Mz 1,26–27).
V 1 Mz 2,7-22 sledi: Bog iz 'prahu zemlje' oblikuje 'Adama', ki tokrat pomeni enega samega človeka in mu 'vdihne v nosnice dih življenja'. Bog nato tega prvega človeka postavi v rajski vrt, rekoč mu, da »Z vseh dreves v vrtu smeš jesti, 17 le z drevesa spoznanja dobrega in hudega nikar ne jej! Kajti na dan, ko bi jedel z njega, boš gotovo umrl.«. Bog ugotavlja, da »ni dobro, da je človek sam« in tako je človek dal imena vsej živini in vsem pticam na nebu in vsem živalim na polju, za človeka  
pa se ni našla pomoč, ki bi bila njemu primerna. Bog povzroči, da na Adama pade globok spanec in iz njegovega rebra oblikuje žensko, Adam pa jo zbudi in pozdravi kot pomočnico.
1 Mz 3 - zgodba o padcu: kača prepriča žensko, da ne bo upoštevala božje zapovedi in bo jedla z drevesa spoznanja, ki daje modrost. Ženska prepriča Adama, da stori podobno, nakar se zavesta svoje golote, se pokrijeta in skrijeta pred očmi Boga. Bog dvomi v Adama, ki krivi ženo. Bog obsodi najprej kačo, obsojeno, da se bo plazila po trebuhu, nato žensko, obsojeno na bolečino pri porodu in podrejenost svojemu možu in nazadnje Adama, ki je obsojen na zemeljsko delo za svojo hrano in vrnitev ob njegovi smrti. Bog nato izžene moža in ženo z vrta, da ne bi jedla z drevesa spoznanja in postala nesmrtna.
1 Mz 4  govori o rojstvu Adamovih sinov Kajna in Abla ter zgodbi o prvem umoru, čemur sledi rojstvo tretjega sina Seta. V 1 Mz 5 so našteti Adamovi potomci od Seta do Noeta z njihovimi starostmi ob rojstvu njihovih prvih sinov (razen Adama samega, za katerega je njegova starost ob rojstvu Seta, njegovega tretjega sina, dana) in njihove starosti ob smrti (Adam živi 930 let). Poglavje ugotavlja, da je imel Adam po Setu še druge sinove in hčere, vendar jih ne imenuje.

## Post-biblična judovka tradicija

### Telo
Adam je imel svetlobno telo, enako svetlobi, ki jo je ustvaril Bog prvi dan. Po judovskem mističnem izročilu je mogoče prvotno Adamovo slavo povrniti z mističnim premišljevanjem o Bogu.

### Adam, Lilit in Eva
Rabini, zbegani v 1. vrstici 1. Mojzesove knjige, ki pravi, da je Bog skupaj ustvaril moškega in žensko, so povedali, da je Bog, ko je ustvaril Adama, ustvaril tudi žensko iz prahu, kot je ustvaril Adama, in jo poimenoval Lilit; vendar se oba nista mogla strinjati, kajti Adam je hotel, da Lilit leži pod njim, in Lilit je vztrajala, naj Adam leži pod njo, zato je pobegnila pred njim, Eva pa je bila ustvarjena iz Adamovega rebra. Njena zgodba se je v srednjem veku močno razvila v tradiciji agadskega midrašima, zoharja in judovske mistike. Drugi rabini so isti verz razložili kot pomen, da je bil Adam ustvarjen z dvema obrazoma, moškim in ženskim ali kot samostojno hermafroditno bitje, moški in ženska, združena drug ob drugem, toda Bog je videl, da je to otežilo hojo in pogovore, zato ju je razdelil narazen.

### Evina krivda za padec
Kača se je bolj približala Evi kot Adamu, ker je Adam Božjo besedo slišal na lastna ušesa, medtem ko je Eva imela le svoje poročilo; Eva je pokusila sadje in takoj vedela, da je obsojena na smrt in si rekla, da je bolje, da Adama prevara, da bo jedel, da bo tudi on umrl in ne bo namesto nje vzel druge ženske. Adam je jedel sadje, ne da bi vedel, kaj počne in bil poln žalosti. Ko je Adam po zaužitju prepovedanega sadja krivil Evo, mu je Bog očital, da Adam kot moški ne bi smel ubogati svoje žene, saj je on glava, ne ona.

### Otroci Adama in Eve
Adam se je 130 let po izgonu iz Edna umaknil od Eve in v tem času sta oba z Evo občevala z demoni, dokler se na koncu znova nista združita in Eva rodi Seta. Judovsko versko delo iz 2. stoletja pred našim štetjem, Knjiga jubilejev, pripoveduje, kako je imel Adam hčerko Awân, rojeno po Kajnu in Abelu, in drugo hčerko Azûrâ, rojeno po Setu, in imela sta še devet drugih sinov; Kajn se je poročil z Awâno, Set pa se je poročil z Azûro in tako predstavljal njune potomce. Življenje Adama in Eve in njegova grška različica Mojzesove apokalipse pripoveduje, kako se je Adam v izgnanstvu pokesal svojega greha in je bil nagrajen s prevozom v nebeški raj, ki je napovedoval usodo vseh pravičnih ob koncu časa.

### Adamova smrt in pokop
Nadangel Mihael se je skupaj z Evo in njegovim sinom Setom, ki sta takrat še živela, udeležil Adamove smrti in bil pokopan skupaj z umorjenim sinom Ablom. Ker sta se pokesala, je Bog Adamu in Evi dal svetlobno obleko in podobna oblačila bodo oblekla Mesijo, ko pride.
Glede na Mojzesovo apokalipso, ki verjetno izvira iz judovske literature 1. stoletja našega štetja, je bil oltar Salomonovega templja središče sveta in vhod v božji rajski vrt in tu je bil Adam tudi ustvarjen in pokopan.

### Odnos do Adama
V knjigi Kav ha-Yashar iz 17. stoletja avtor opozarja, naj o Adamu ne govori negativno, in piše, da bodo tisti, ki govorijo pozitivno o Adamu, blagoslovljeni z dolgim življenjem. Podobno opozorilo najdemo v Zohar.

### Adam in angel Raziel
Sefer Raziel HaMalakh (רזיאל המלאך) (Angel Raziel) je zbirka ezoteričnih spisov, verjetno sestavljena in urejena z isto roko, vendar prvotno ni delo enega avtorja, ki ga je po tradiciji Adamu razkril angel Raziel. Knjige ni mogoče prikazati pred 13. stoletjem, lahko pa je delno iz pozne antike in tako kot druga nejasna starodavna besedila, kot sta Bahir in Sefer Yetzirah, je obstajala v številnih različicah. Zunz ("G. V." 2d izd., str. 176) razlikuje tri glavne dele: (1) knjiga Ha-Malbush; (2) Veliki Raziel; (3) Knjiga skrivnosti ali Noetova knjiga. Ti trije deli se še vedno razlikujejo - 2b – 7a, 7b – 33b, 34a in b. Nato sledita dve krajši deli z naslovom Stvarjenje in Shi'ur Ḳomah, po 41a pa formule za amulete in zakletve. 

## V krščanstvu

### Izvirni greh
Ideje izvirnega greha ne najdemo niti v judovstvu niti v islamu, v krščanstvo pa jo je vnesel apostol Pavel, ki se je oprl na tokove helenistične judovske misli, ki so trdili, da je Adamov greh v svet vnesel smrt in greh Greh je bil za Pavla sila, ki so ji podvrženi vsi ljudje, toda Kristusov prihod je omogočil, da se pravičniki vrnejo v raj, iz katerega je Adamov greh pregnal človeštvo. Tega prvotnega Adamovega greha ni dojemal kot biološki prenos ali pa, da bodo kasnejše generacije kaznovane za dejanja oddaljenega prednika. Avguštin iz Hipona je bil tisti, ki je našel greh v moškem semenu: ko sta Adam in Eva jedla sadje, sta se sramovala in pokrivala svoje genitalije ter opredelila kraj, od koder se je prvi greh prenesel na vse naslednje generacije. Le Jezus Kristus, ki ga človeško seme ni spočelo, ni imel madeža, ki ga je prenašal Adam. (Avguštinova ideja je temeljila na idejah starodavnega sveta o biologiji, v skladu s katero je moška sperma vsebovala celotnega nerojenega otroka, materina maternica pa je bila le negovalna komora, v kateri je rasla.) 

### Adamov grob: Golgota nadomešča Salomonov tempelj
Kot je bilo omenjeno zgoraj, Mojzesova apokalipsa, judovsko pisanje, ki vsebuje gradivo, verjetno iz 1. stoletja našega štetja, postavlja Adamovo mesto stvarjenja in njegov pokop pred oltar Salomonovega templja, ki je videti kot središče sveta in prehod v rajski vrt. Zgodnja krščanska skupnost je to prilagodila svoji legendi o Golgoti in oltar zamenjala z mestom Jezusovega križanja. Po tej krščanski legendi, ki je bila v času Origena (začetek 3. stoletja n. št.), je Kristusova sveta kri tekla in obnovila očeta človeškega rodu, ki je nato vodil svetnike, ki so se v Jeruzalemu prikazali mnogim dan, kot je opisano v Svetem pismu.

## V islamu
V islamu je Bog ustvaril Adama (arabsko: آدم) iz peščice zemlje, odvzete s celega sveta, kar pojasnjuje, zakaj so ljudje na svetu različnih barv. Po mitu o islamskem stvarjenju je bil prvi prerok islama in prvi musliman. Koran pravi, da so vsi preroki pridigali enako vero v podrejanje Bogu. Ko je Bog angelom sporočil, da bo na Zemlji ustvaril namestnika (kalifa), so se angeli vprašali in rekli: »Ali boste tam postavili take, ki bodo širili korupcijo in prelivanje krvi?« Bog je torej angelom pokazal in rekel: »Povejte mi imena teh?« Angeli o tem niso vedeli, saj jih Bog ni učil. Potem je Bog dovolil, da jim je Adam razkril ta imena, rekoč: »Ali nisem rekel vam (angeli), da vem, kaj je nevidnega v nebesih in na zemlji in vem, kaj vi (angeli) razkrivate in kaj vi (Satan) prikriva;« učenjak Al-Tabari je pojasnil, da se je Bog skliceval na Iblisa (Satana) njegovih hudobnih načrtov in na angele njihove poštenosti.
Adam in Eva sta jedla z drevesa nesmrtnosti in oba sta si enako delila krivdo, kajti Eva Adama ni niti premamila niti jedla pred njim; niti Eva ni kriva za porodno bolečino, kajti Bog nikoli ne kaznuje ene osebe za grehe druge. Šiitska šola islama niti ne meni, da je bilo njihovo dejanje greh, saj sta ubogljivost in neposlušnost možna samo na Zemlji in ne v nebesih, kjer se nahaja raj.
Adam je padel na goro v Indiji, najvišjo na svetu in tako najbližje nebesom, od tam pa ga je Bog poslal v Meko, kjer se je pokesal in mu je bilo odpuščeno. V Meki je zgradil prvo svetišče (Kaba - pozneje ga je Ibrahim rekonstruiral) in ga poučeval obred hadža, sam pa si spletel prvi plašč in prvo tančico in obleko za Evo, nato pa se je vrnil v Indijo, kjer umrl je v starosti 930, ko je videl sinove sinov svojih otrok, skupaj 1400.
Po Ahmadijevi sekti Adam ni bil prvo človeško bitje na zemlji, toda ko je človeška rasa zaživela in se razširila po vsem svetu ter razvila sposobnost prejemanja razodetja, je Bog poslal Adama v vsako vejo civilizacije. Glede na razodetje Mirze Ghulam Ahmada, ustanovitelja skupnosti, se je Adam, omenjen v Koranu, rodil 4598 let pred Mohamedom.
V Koranu je Adamu Bog dal ime, znano kot (Adam-I-Safi) ali Izbrani.